# Martuni (Stadt in Armenien)

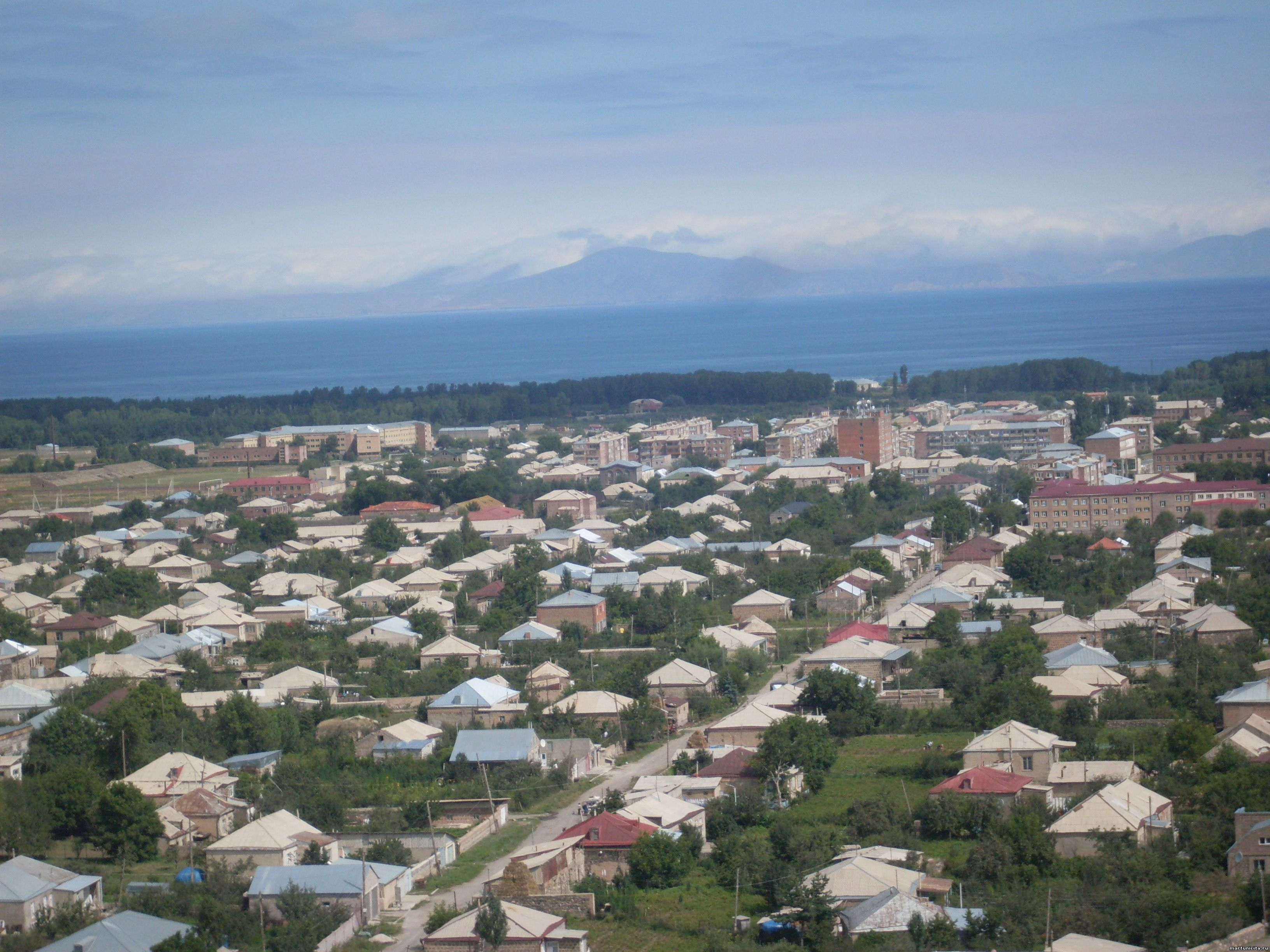
Martuni (2014)

Martuni (armenisch Մարտունի) ist eine Stadt in der armenischen Provinz (Marz) Gegharkunik. Sie liegt am Ufer des Sewansees, dem größten See des Kaukasus. Martuni hat 12.028 Einwohner.